# Zsámbok
Zsámbok es un pueblo húngaro perteneciente al distrito de Gödöllő, condado de Pest.

## Superficie
Cuenta con una superficie de 23,35 km².

## Demografía
Hasta 2024 la población era de 2354 habitantes, con una densidad de población de 100,81 hab/km².
| Gráfica de evolución demográfica de Zsámbok entre 2020 y 2024 |
|                                                               |
| Datos según la Oficina Central de Estadística de Hungría.     |